# Pedicinus albidus
Pedicinus albidus är en insektsart som först beskrevs av Rudow 1869.  Pedicinus albidus ingår i släktet Pedicinus och familjen Pedicinidae. Inga underarter finns listade i Catalogue of Life.